# ویلدوود شمالی (نیوجرسی)
ویلدوود شمالی (به انگلیسی: North Wildwood) شهری در ایالت نیوجرسی کشور ایالات متحده آمریکا است که جمعیت آن در سرشماری سال ۲۰۱۰ میلادی، ۴٬۰۴۱ نفر بوده‌است.